# Tephrina exerraria
Tephrina exerraria là một loài bướm đêm trong họ Geometridae.